# Neoichnologie
Die Neoichnologie (griech. néos „neu“, íchnos „Fußspur“, logos „Lehre“) ist die Lehre von den Fährten und Spuren rezenter, also heute noch lebender, Tiere. Sie steht damit der Palichnologie gegenüber, die sich mit den Lebensspuren fossiler Tiere auseinandersetzt. Neoichnologische Methoden werden sowohl für die Erforschung der Fortbewegung von Wirbellosen als auch von Wirbeltieren eingesetzt. Entsprechende Erkenntnisse haben große Bedeutung für die Palichnologie bzw. Paläobiologie, da sie dabei helfen, fossile Spuren besser interpretieren zu können (Rezentvergleich).

## Methoden der Neoichnologie

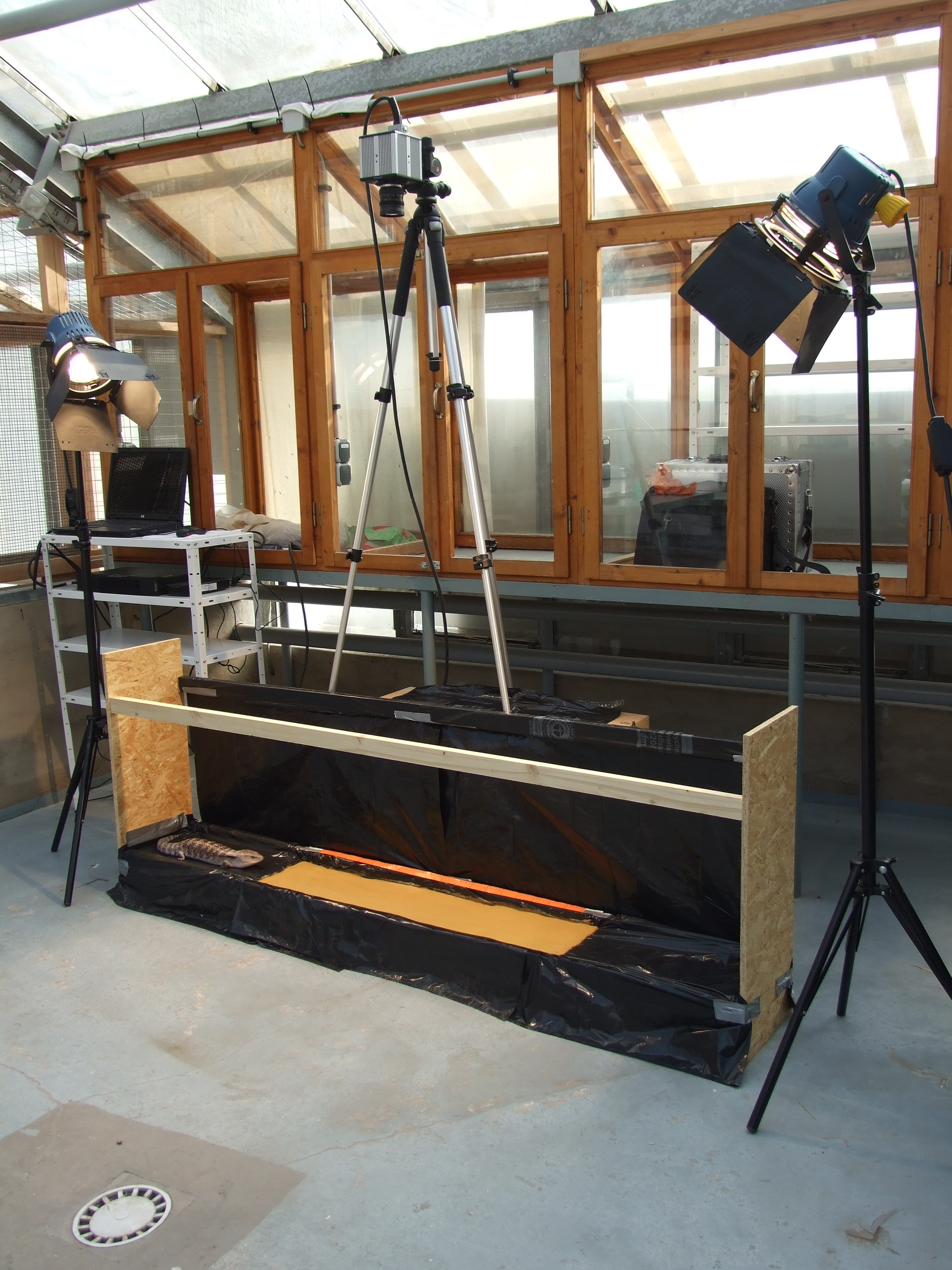
Versuchsaufbau für eine neoichnologische Studie mit lebenden Tieren

### Arbeit mit lebenden Tieren
Bei der Arbeit mit lebenden Tieren wird typischerweise eine Laufstrecke vorbereitet, welche ein Substrat zur Spurerzeugung enthält, z. B. Sand verschiedener Feuchte, Ton oder tonigen Schluff. Das Versuchstier wird anschließend über diese Teststrecke gelockt oder getrieben, wobei es Spuren auf dem Substrat hinterlässt. Teilweise wird das Tier während der Spurerzeugung gefilmt, um nachträglich die Auswirkungen der Laufgeschwindigkeit oder des Verhaltens des Tieres auf die entstandene Spur studieren zu können. Dies ist gleichzeitig ein wichtiger Vorteil, den die Arbeit mit lebenden Tieren bietet: Richtungs- oder Geschwindigkeitswechsel, ein Ausrutschen des Tieres sowie Schreckmomente werden in den Spuren sichtbar. Nach jedem Versuchsdurchlauf kann die entstandene Spur fotografiert, abgegossen oder gezeichnet werden, bevor nach einer Glättung des Substrats die Strecke wiederverwendet werden kann. Eine Variation des Versuchsaufbaus ist jederzeit möglich, z. B. eine Änderung des Feuchtegehalts des Substrats. Alternativ zu diesem Vorgehen können auch natürliche Fährten in der Natur, ohne einen speziellen Versuchsaufbau studiert werden (z. B. in Gewässernähe). Ohne die standardisierte Umgebung im Labor gestaltet sich der Bezug von Spuren auf das Tierverhalten allerdings deutlich schwieriger. Ein Beispiel für eine relativ frühe neoichnologische Studie lieferte der deutsche Geologe Ferdinand Trusheim, der zu Beginn der 1930er Jahre rezente Spuren von „Urzeitkrebsen“ der Spezies Triops cancriformis untersuchte.

### Arbeit mit Fußmodellen oder abgetrennten Gliedmaßen
Als ein weiteres Methodenfeld lässt sich die Arbeit mit Fußmodellen oder separierten Gliedmaßen abgrenzen, wobei das Verhalten des Tieres bei der Spurerzeugung weitestgehend ausgeblendet wird. Bei diesem Vorgehen wird der vorbereitete Fuß ebenfalls in eine Fläche mit Substrat gebracht, die eine Spurerzeugung zulässt. Anders als bei der Arbeit mit dem lebenden Tier, bietet sich nun die Möglichkeit für den Experimentator manuell das Auftreten des Fußes (Richtung, Geschwindigkeit, Tiefe) zu regulieren und die Auswirkungen auf die Spur zu studieren. Das Übereinanderlagern verschiedenfarbiger Substratschichten bietet zudem die Möglichkeit auch die Auswirkungen des Auftretens auf tieferliegende Substratschichten zu untersuchen.